# Quwat al-Shahid al-Sadr
Quwat al-Shaheed al-Sadr, traduit par Armée du martyr al-Sadr, est une milice irakienne. Ils sont officiellement connus sous le nom de 25e brigade des Forces de mobilisation populaire. Il s'agit de la branche militaire du Parti islamique Dawa, dirigé par Nouri al-Maliki.